# 162173 ريوغو (كويكب)

رسمة متحركة لمسار مركبة «هايابوسا 2» من كانون الأول / ديسمبر 3 لعام 2014 حتى 9 ديسمبر لعام 2019
هايابوسا 2
162173 ريوغو
الأرض
الشمس

162173 ريوغو (كان يسمى: الوجهة المؤقتة 1999 JU3) هو جرم قريب من الأرض ويحتمل أن يكون جرم كامن مخاطر من كويكبات أبولو. له  قطر يبلغ 1 كيلومتر (0.62 ميل) تقريباً وهو جرم داكن من أنواع الكويكبات الطيفية النادرة «سي جي» (Cg) ،  حيث يجمع بين  خواص كلاً من الكويكب نوع «سي» والكويكب نوع «جي».
اطلقت إليه المركبة الفضائية هايابوسا 2 في أواخر عام 2014 بغرض دراسته. 
التقت مركبة «هايابوسا 2» الفضائية (Hayabusa 2) التابعة لـ«جاكسا» (منظمة استكشاف الفضاء اليابانية) مع هدفها في حوالي الساعة 9:35 ص (بالتوقيت الياباني القياسي) في 27 يونيو 2018. وصارت المركبة منذ من أواخر يونيو 2018 على بعد 20 كم فقط من الكويكب ، ثم تنخفض إلى ارتفاع 5 كيلومتر في الأشهر المقبلة قبل أن تهبط المركبة على سطحه.
من المقرر أن تعود المركبة بمواد مأخوذة من الكويكب إلى الأرض بحلول نهاية عام 2020.

## التاريخ

### الاكتشاف
اُكتُشِف ريوغو ( Ryugu) في 10 أيار / مايو 1999 بواسطة علماء الفلك العاملين في مشروع بحث لنكولن عن الكويكبات القريبة من الأرض في مختبر لينكولن إي تي إس  بالقرب من «سوكورو» في ولاية نيو مكسيكو الأمريكية. و صار بحسب التعين المؤقت  يشار إليه بـ«1999 JU3».

### الاسم
اُطلق على الكويكب اسم «ريوغو» (Ryugu) رسميآً بواسطة مركز الكواكب الصغيرة في 28 أيلول / سبتمبر 2015 (الملحق الدوري لمدارات الكويكبات 95804). حيث ترجع التسمية إلى ريوغوجو (قصر التنين) وهو قصر سحري تحت الماء في الفلكور الياباني. وتحكي القصة رحلة الصياد أوراشيما تارو إلى القصر على ظهر سلحفاة وعند عودته جلب معه صندوق مربع غامض، وهذا يشبه  خطة البعثة حيث من المقرر أن تعود  مركبة هايابوسا 2  الفضائية بعينات من الكويكب إلى الأرض.

## الخصائص

### المدار
يدور ريوغو حول الشمس على مسافة بين 0.96 – 1.41  وحدة فلكية مرة واحدة كل 16 شهرا (474 يوما،  نصف محور رئيسي لـ 1.19 وحدة فلكية). ويملك مداره انحرافا مداريا قيمته 0.19 ولهذا قشكل مداره بيضويا ، وفي نفس الوقت  يميل مداره بالنسبة إلى مستوى المجموعة الشمسية   بزاوية ميل قيمتها 6°  . ويملك مسافة تقاطع مدار دنيا مع الأرض قيمتها 0.000638 وحدة فلكية (95,400 كـم) ، وهو ما يعني 0.23 مسافة قمرية.

### الشكل
قام توماس جي مولر وآخرون بدراسة ريوغو باستخدام مجموعة متنوعة من المراصد واقترحوا أن الكويكب «كروي تقريباً» وهو أمر يعيق الاستنتاجات الدقيقة، حيث أن شكله يشبه المكعب . ويملك دوران ذو حركة تراجعية وقطر فعلي يبلغ 0.85–0.88 كيلومتر ، وبياض هندسي قيمته من 0.044 إلى 0.050. 
الصور الأولية التي اخذتها مركبة «هايابوسا 2» على قرب من مسافة 700 كم اُصدرت في 14 يونيو / حزيران 2018. وتُظهر جسم على شكل الماس الجسم و وتؤكد الدوران التراجعي. وما بين  17 و 18 يونيو من عام 2018 ، انهفضا  هايابوسا 2 من  ارتفاع 330 كم إلى 240 كيلومتر  من ريوغو والتقطت مجموعة إضافية من الصور من مسافة أقرب.
وتشير التقديرات إلى أن حجم الحبيبات لمواده السطحية تبلغ من 1ملم  حتى 10 ملم.

### القيمة والتركيب
اعتبارًا من مايو 2018  ووفقا لموقع استيرانك (Asterank) الذي تديره «الموارد الكوكبية»  (Planetary Resources) فإن القيمة الحالية لريوغو لأغراض التعدين تُقدر  82.76 مليار دولار أمريكي والتركيب الكيميائي للكويكب يُزعم أنه يتكون من النيكل والحديد والكوبالت والماء والنيتروجين والهيدروجين والأمونيا.
وكان غرض المركبة الفضائية هو احضار عينات من الكويكب ريوغو لتحليلها والتعرف على مكوناته الحقيقية.

### بعثة هايابوسا 2

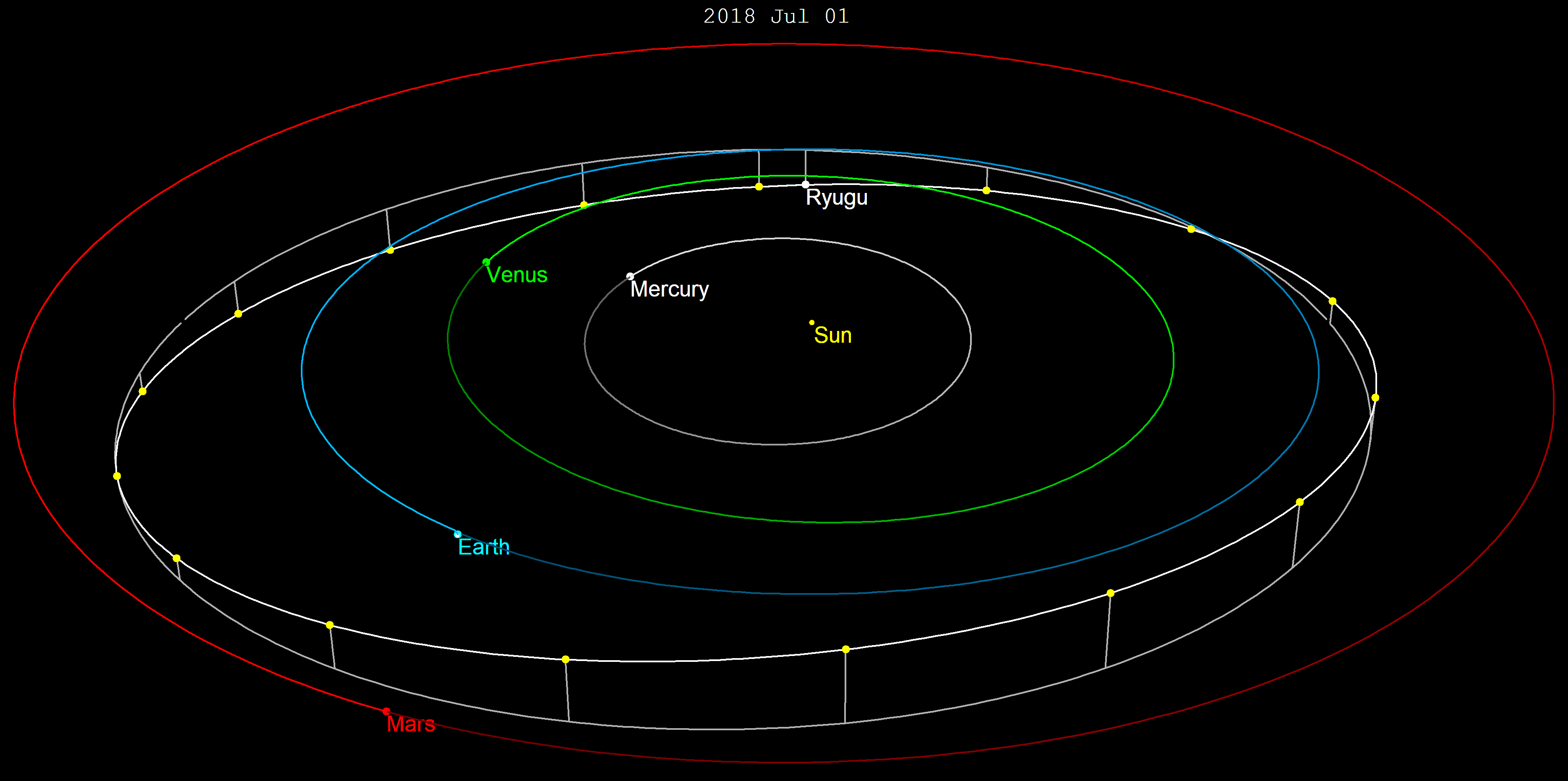
مدار الكويكب ريوغو حول الشمس.

#### القياسات والصور بواسطة المسبار وتقييمها
أظهرت القياسات الأولى درجة حرارة سطح من 30 إلى 100 درجة مئوية.
اقترب مسبار Hayabusa 2 بشكل متكرر من السطح والتقط صورًا عالية الدقة ، على سبيل المثال في 21 سبتمبر 2018 تم التقاط صورة من ارتفاع 64 مترًا فقط  حيث يمكن أيضًا رؤية سطح صخرة يبلغ حجمها عدة أمتار بالتفصيل. المدهش هنا هو أن السطح خالٍ من الثرى. في تسجيل آخر ، سوجيتا وآخرون. رواسب الثرى على صخرة كبيرة تبلغ حوالي 20 مترًا في المنخفضات على السطح.

#### عينات التربة
أعادت المركبة الفضائية Hayabusa 2 عينات من التربة التي وصلت في كبسولة هبوط في منطقة  Woomera في أستراليا في ديسمبر 2020. وكان أن تم أخذ عينتين من مواقع متجاورة مكانيًا من على سطح الكويكب ريغيو. الأول ي كانت في يوم 22 فبراير 2019 (بتوقيت اليابان). ثم تمت مناورة بالمركبة الفضائية نحو السطح وعند ملامسة «العينات» بالسطح ، تم إطلاق مقذوف يبلغ وزنه 5 ملاعق كبيرة تانتالوم على السطح من داخل «ذراع أخذ العينات». وتم الحصول  على المواد المتطايرة الناتجة.
وفي العينة الثانية ، في 5 أبريل 2019 ، أطلقت المركبة الفضائية من الفضاء قرصًا نحاسيًا مسطحًا يبلغ وزنه 2 كيلوغرام على السطح بواسطة عبوة متفجرة ، فأصطدمت بالكويكب وأحدثت فيه فجوة . ثم هبطت المركبة الفضائية في قلب الفجوة وجمعت عينات منها  في يوم 11 يوليو 2019  مادة التربة الجديدة من الحفرة اخذت  باستخدام ذراع "Sampler" موجود في مركبة هايابوسا2 ؛ تلك العينة «الطازجة» لم تكن بالتالي عرضة للعوامل الجوية في الفضاء.
من حيث المبدأ ، يمكن لهايا بوسا 2 أخذ عينات مختلفة من المواد باستخدام ذراع آخذ العينات "Sampler": فيمكنها أخذ من المواد الصلبة المتطايرة ، كما يمكنها أخذ عينات من  الغاز -  و أيضًا من الغازات النبيلة  - حيث  يتم التقاطها في غرف في المركبة مانعة لتسرب الغاز. وبصرف النظر عن إطلاق قذيفة التنتالوم  حيث لامس «ذراع أخذ العينات» سطح Ryugu ، واستطاع  التقاط حبيبات بحجم 1 مم إلى 5 مليمتر  بمساعدة جهاز ميكانيكي بحت.

#### فحص تركيبة تربة ريوغو على الأرض
فحصت العينات التي اتت بها بعثة هايابوسا 2 في معهد جاكسا JAXA  مركز تنظيم العينات خارج كوكب الأرض باليابان ، وفي مختبرات أخرى. وجد في العينات أكثر من 10 أنواع من المركبات العضوية (الأحماض الأمينية) . من ضمنها البيورين .  
وتم تحديد التنوع الواسع للبيورين خارج كوكب الأرض والقواعد النووية والبيريميدين في النيازك الكربونية. 